# Blackdown (Warwickshire)
Blackdown – wieś w Anglii, w hrabstwie Warwickshire. Leży 6 km na północny wschód od miasta Warwick i 132 km na północny zachód od Londynu.